# Hoste cossaca
Hoste cossaca (em russo:  Казачье войско, transl. Kazach'ye voysko, em ucraniano:  Козацькі війська, transl. Kozatsʹki viysʹka), às vezes voisko cossaco, foi uma formação militar recrutada entre os cossacos. Designava também um subdivisão administrativa dos cossacos no Império Russo. Anteriormente, o termo viisko (hoste) referia-se a organizações cossacas em seus territórios históricos, sendo a mais notável a Hoste cossaca zaporojiana.
Surgindo inicialmente como associações de pessoas livres e fugitivas fora de qualquer jurisdição administrativa estatal, as tropas cossacas fizeram mais tarde parte das forças militares do Czarado da Rússia, e depois do Império Russo, bem como da Comunidade Polaco-Lituana e do Império Otomano.
Com o surgimento de uma força armada regular na Rússia no final do século XVII, até a década de 70 do século XIX, os cossacos foram incluídos entre as tropas irregulares do Império Russo.
Em 1874, o sistema de recrutamento na Rússia foi substituído pelo recrutamento universal, e a ordem de serviço dos cossacos começou a ser determinada pelos regulamentos de recrutamento da Hoste cossaca do Don adotados em 1875.
Foi a partir desta época que o termo “tropas irregulares” desapareceu dos documentos oficiais e o conceito de “tropas cossacas” foi legalmente estabelecido.